# Santo Cristo (Rio de Janeiro)
Pour les articles homonymes, voir Santo Cristo.
Santo Cristo est un quartier de Rio de Janeiro au Brésil.